# دافيد غورفينكل
دافيد غورفينكل (David Gurfinkel) (من مواليد 12 ديسمبر 1938 في تل أبيب) هو مصور سينمائي إسرائيلي.  
حصل على جائزة إسرائيل في عام 2015 في السينما.
وهو والد المخرج جوناثان غورفينكل. 

## من أفلامه
- الشرطي ( 1971 )
- هاجيجا بسنوكر ( 1975 )
- ساحر لوبلان ( 1979 )
- التفاحة ( 1980 )
- أدخل النينجا ( 1981 )
- انتقام النينجا ( 1983 )
- الوجه العاري ( 1984 )
- قوة دلتا ( 1986 )
- فوق القمة ( 1987 )
- موعد مع الموت ( 1988 )
- رجل يدعى سارج ( 1990 )
- التستر ( 1990 )
- سلاحف النينجا 3 ( 1993 )
- الدورية الأخيرة ( 2000 )
- مآسي نينا ( 2003 )

## روابط خارجية
- دافيد غورفينكل في قاعدة بيانات الأفلام على الإنترنت